# Dieselový motocykl

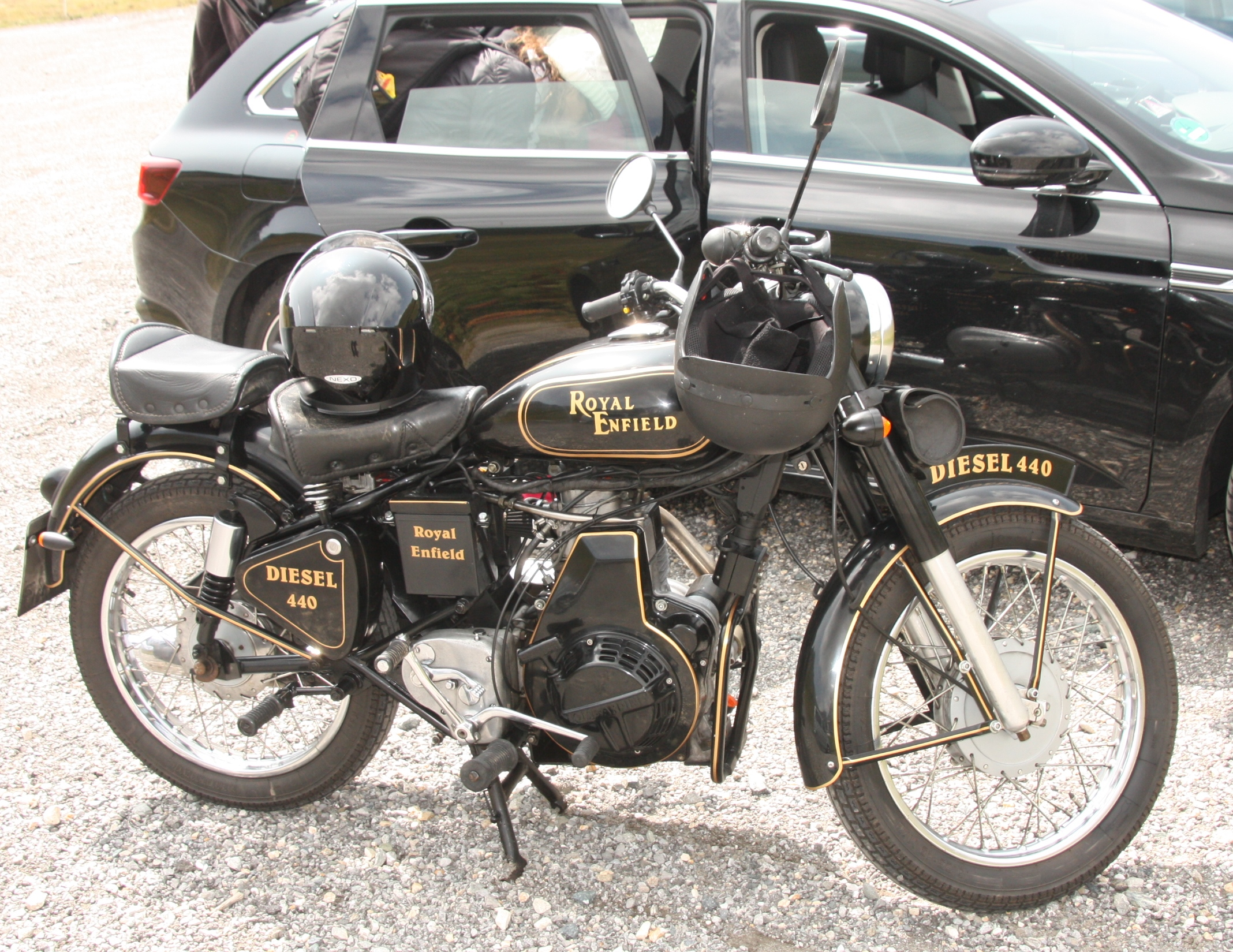
Motocykl Royal Enfield s dieselovým motorem

Dieselový motocykl je motocykl poháněný vznětovým motorem. Tyto motory jsou pro využití na motocyklech do značné míry nevhodné, neboť motocykly na rozdíl od automobilů vyžadují nebo mohou vyžadovat nízkou hmotnost, kompaktní rozměry, vysoké otáčky a rychlou akceleraci. Dieselové motocykly vyráběla například indická odnož firmy Royal Enfield. S dieselovým motorem byl vyráběn také motocykl Track o objemu 800 ccm. V osmdesátých letech používaly evropské jednotky Severoatlantické aliance dopravní prostředky se vznětovým motorem, a to také motocykly, jejichž motory dodávala italská společnost Lombardini. Americká Námořní pěchota používala po roce 2005 dieselové motocykly postavené na základě Kawasaki KLR 650. Motocykl se vznětovým motorem byl vyroben také v Československu – šlo o jeden kus upravené Čechie-Böhmerland.